# CAMI
CAMI Automotive é uma joint venture que produz automóveis em Ingersoll, Ontario, Canadá, cuja propriedade é dividida na razão 50-50 entre a Suzuki e a General Motors.

## Produtos
- 1990–2001 Geo Metro/Chevrolet Metro/Pontiac Firefly
- 1998–2004 Suzuki Vitara/Grand Vitara
- 1988–1997 Suzuki Sidekick/Geo Tracker/Chevrolet Tracker/GMC Tracker/Asüna Sunrunner/Pontiac Sunrunner
- 2004— Chevrolet Equinox
- 2006— Pontiac Torrent
- 2007— Suzuki XL-7